# Prohimerta sichuanensis
Prohimerta sichuanensis är en insektsart som beskrevs av Andrej Vasiljevitj Gorochov och Kang 2002. Prohimerta sichuanensis ingår i släktet Prohimerta och familjen vårtbitare. Inga underarter finns listade i Catalogue of Life.